# Oltedal
Oltedal és un poble situat al municipi de Gjesdal, al comtat de Rogaland, Noruega. El poble és localitzat en una vall estreta aproximadament a 11 quilòmetres nord-est del centre municipal d'Ålgård i a 9 quilòmetres de l'oest del poble de Dirdal, just a l'oest del Høgsfjorden.